# Rosportsches Haus

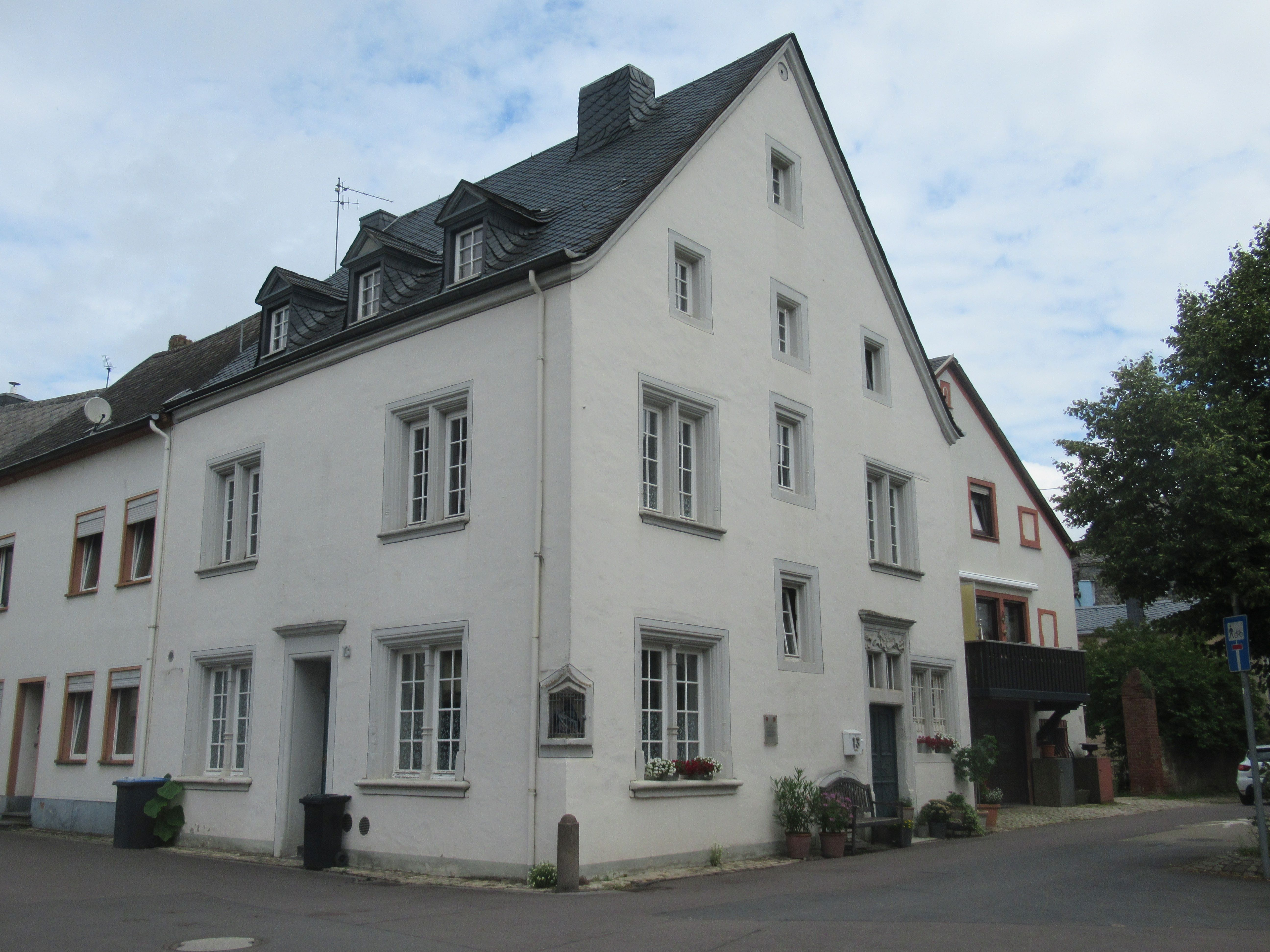
Rosportsches Haus

Das Rosportsche Haus ist ein denkmalgeschütztes Gebäude in Trier-Pfalzel. Das Wohnhaus mit der Adresse Spielesplatz 13 gilt als „eines der ältesten und am besten erhaltenen Gebäude in Pfalzel“. Das Renaissancehaus wurde 1579 für den Zollschreiber und kurfürstlichen Meier Wilhelm Rosport erbaut und 1984 renoviert.
Der stattliche zweigeschossige Massivbau in Eckstellung wird von einem Satteldach gedeckt. Der Türsturz der Südfassade zeigt die Jahreszahl 1579 und ein Wappen. An der Südwestecke des Gebäudes befindet sich eine Skulpturennische mit einer Pietà.
Die ursprüngliche Raumstruktur des Gebäudes hat sich weitgehend erhalten, ebenso ein Teil der Gebäudeausstattung. Dazu gehören die steinerne Wendeltreppe, zwei Kamine sowie dekorative Bemalungen und Kölner Decken.